# افندی

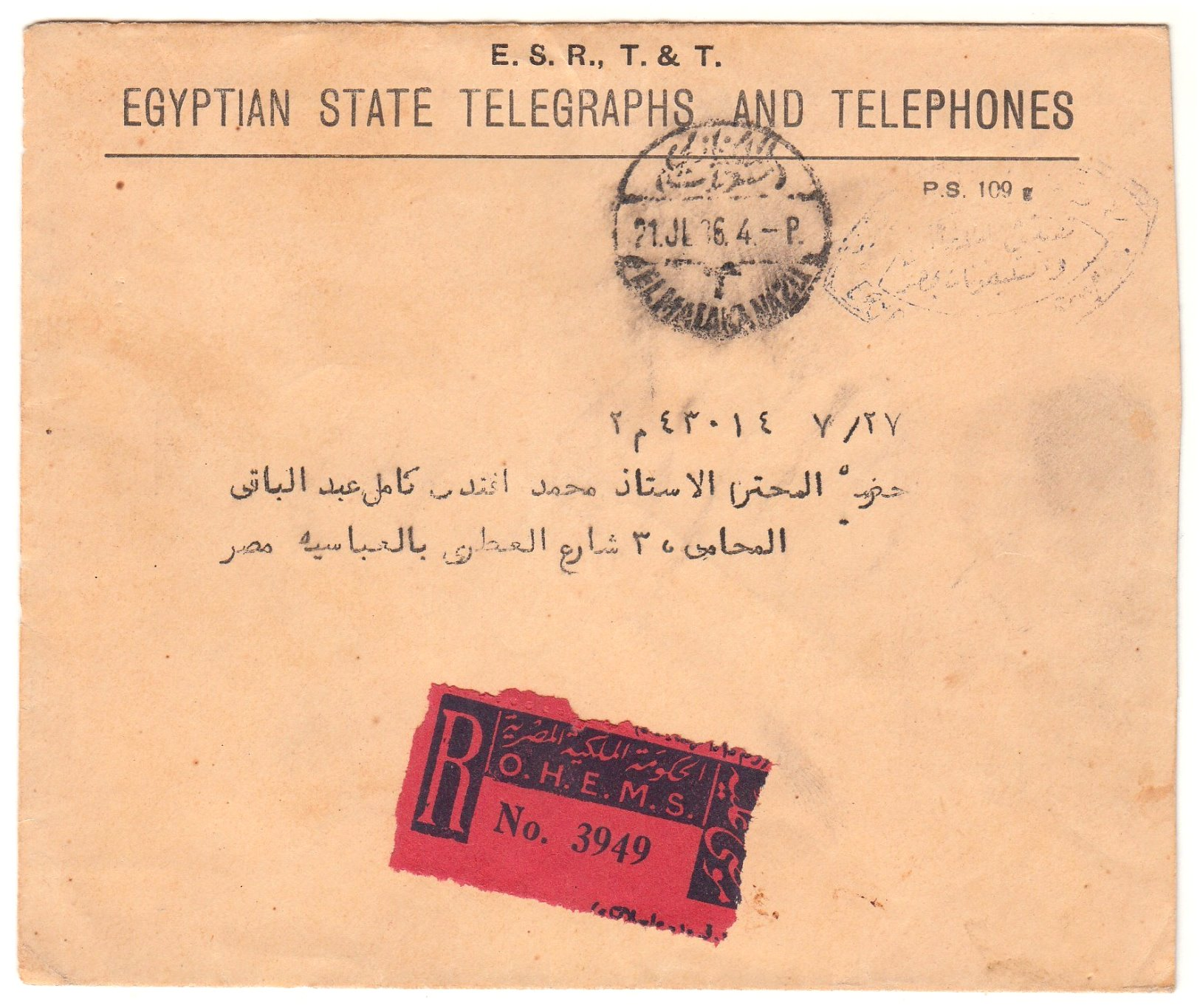
استفاده شرکت تلفن دولتی مصر از عنوان "افندی". ۱۹۳۶ میلادی

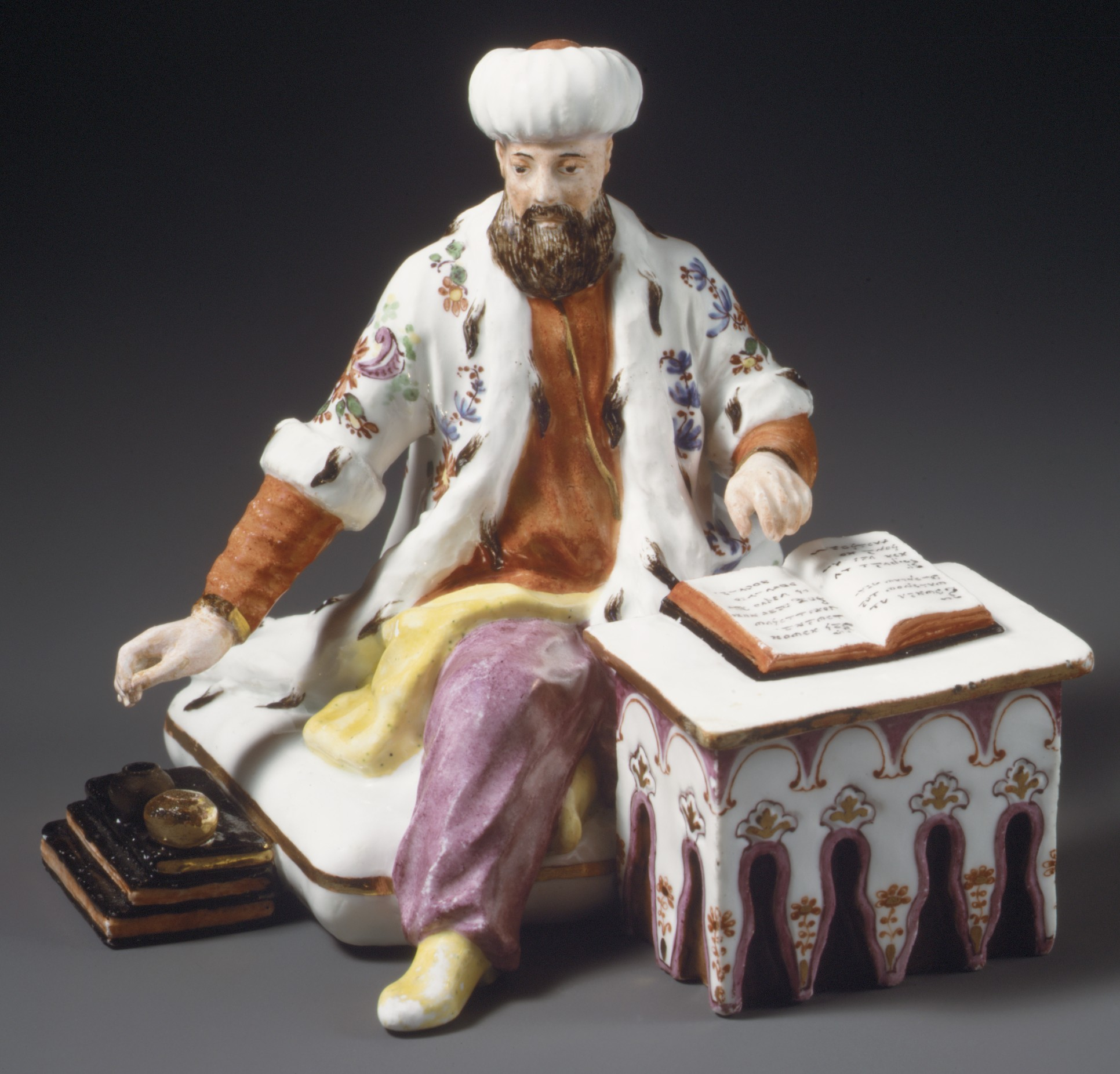
مجسمه‌ای از افندی، حدود سال ۱۷۷۰، موزه متروپولیتن نیویورک

افندی (به ترکی استانبولی: Efendi) یکی از عنوان‌های محترمانه به معنای «جناب» و «آقا» و «سرکار» بود که در زمان امپراتوری عثمانی کاربرد زیادی داشت و امروزه در ترکیه به معنای جناب برای آقا و سرکار برای خانم به‌کار می‌رود. برای مثال (به ترکی استانبولی: Bay Efendi یا Bayan Efendi).
این لغت در کاربرد محاوره ای امروز خود به معانی متعددی در قالب دوستانه برای فراخواندن شخصی مذکر که با نیم نگاهی در معنی آن در فرهنگ جدید کشور ترکیه به معنی آقا، برادر، عمو جان نیز استفاده گسترده‌ای دارد.
واژه افندی تحریف‌شدهٔ واژه یونانی «آفنته» به معنی آقا است (در یونانی قدیمی آؤثنتس، به معنی صاحب اختیار).
لقب افندی معمولاً پس از نام افراد می‌آمد و نشانگر سطح سواد بالای فرد یا برخورداری وی از منصب دولتی بود. در زمان عثمانی بیشترین پسوند در نام مردان صاحب‌منصب پس از آقا واژه افندی بود.
افندی‌ها در زمان عثمانی معمولاً بیشتر از دانش‌آموختگان مدرسه رشدیه یا مدارس دینی بودند.
نمونه‌هایی از افراد با لقب افندی: عباس وسیم افندی، شوقی افندی

## سایر کاربردها
- افندی (تلفظ عربی مصری: [æˈfændi]) یک عنوان برای مردی با تحصیلات عالی یا موقعیت اجتماعی در یک کشور شرقی (مدیترانه‌ای یا خاورمیانه) در نظر گرفته می‌شد. این عنوان مشابه اسکوایر، و پایین‌تر از بیگ در مصر در دوره سلسله محمدعلی پاشا بود، و در میان مصریان بسیار استفاده می‌شد.[۳]

- افندی هنوز هم در مصر، اردن و ترکیه (و همچنین برخی دیگر از دولت‌های سابق عثمانی) به عنوانی برای تجلیل استفاده می‌شود.